# Idiops microps
Idiops microps är en spindelart som först beskrevs av Hewitt 1913.  Idiops microps ingår i släktet Idiops och familjen Idiopidae. Inga underarter finns listade i Catalogue of Life.